# Joaquim Pires
Joaquim Pires is een gemeente in de Braziliaanse deelstaat Piauí. De gemeente telt 14.276 inwoners (schatting 2009).

## Galerij

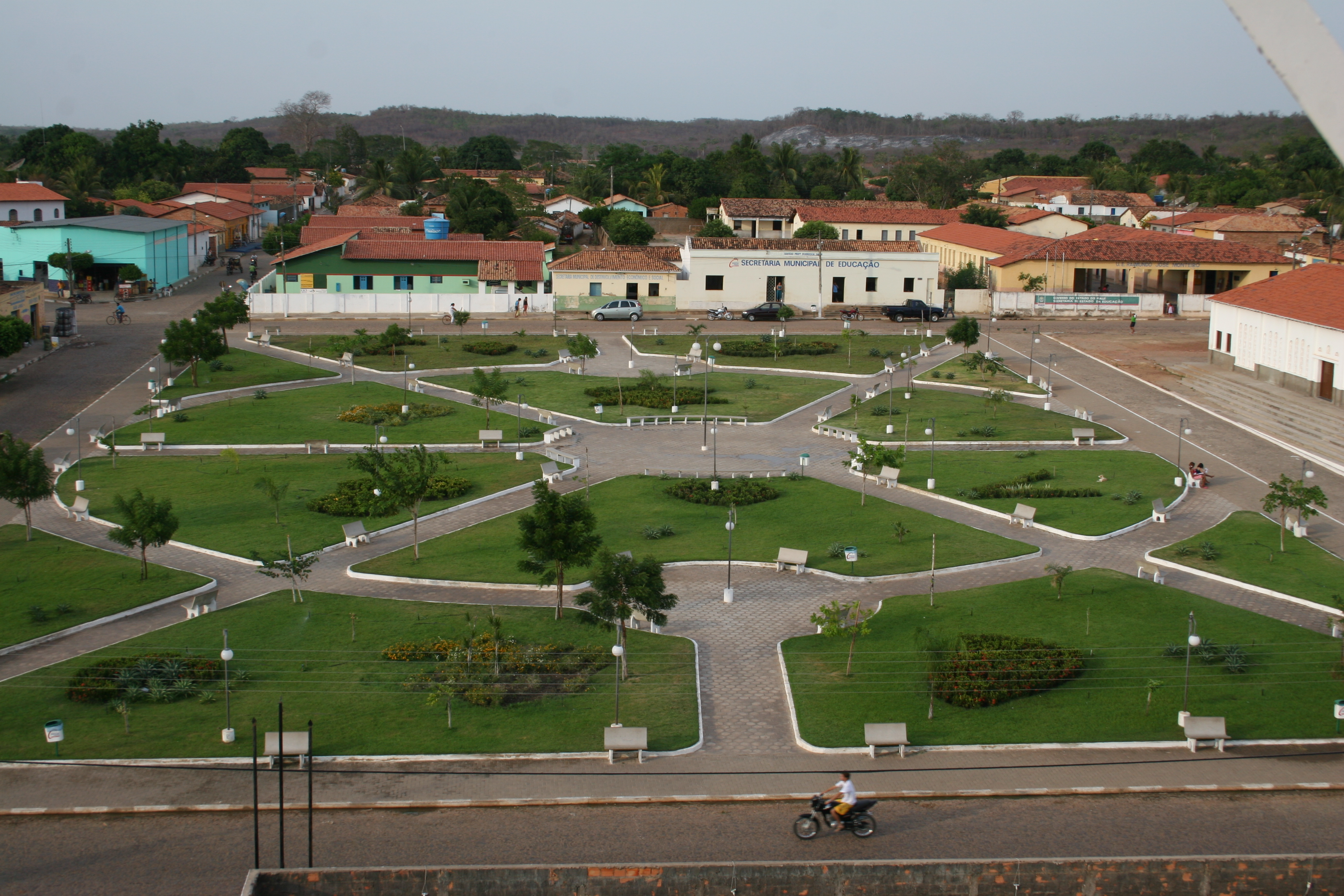
Praça 28 de Dezembro, Joaquim Pires
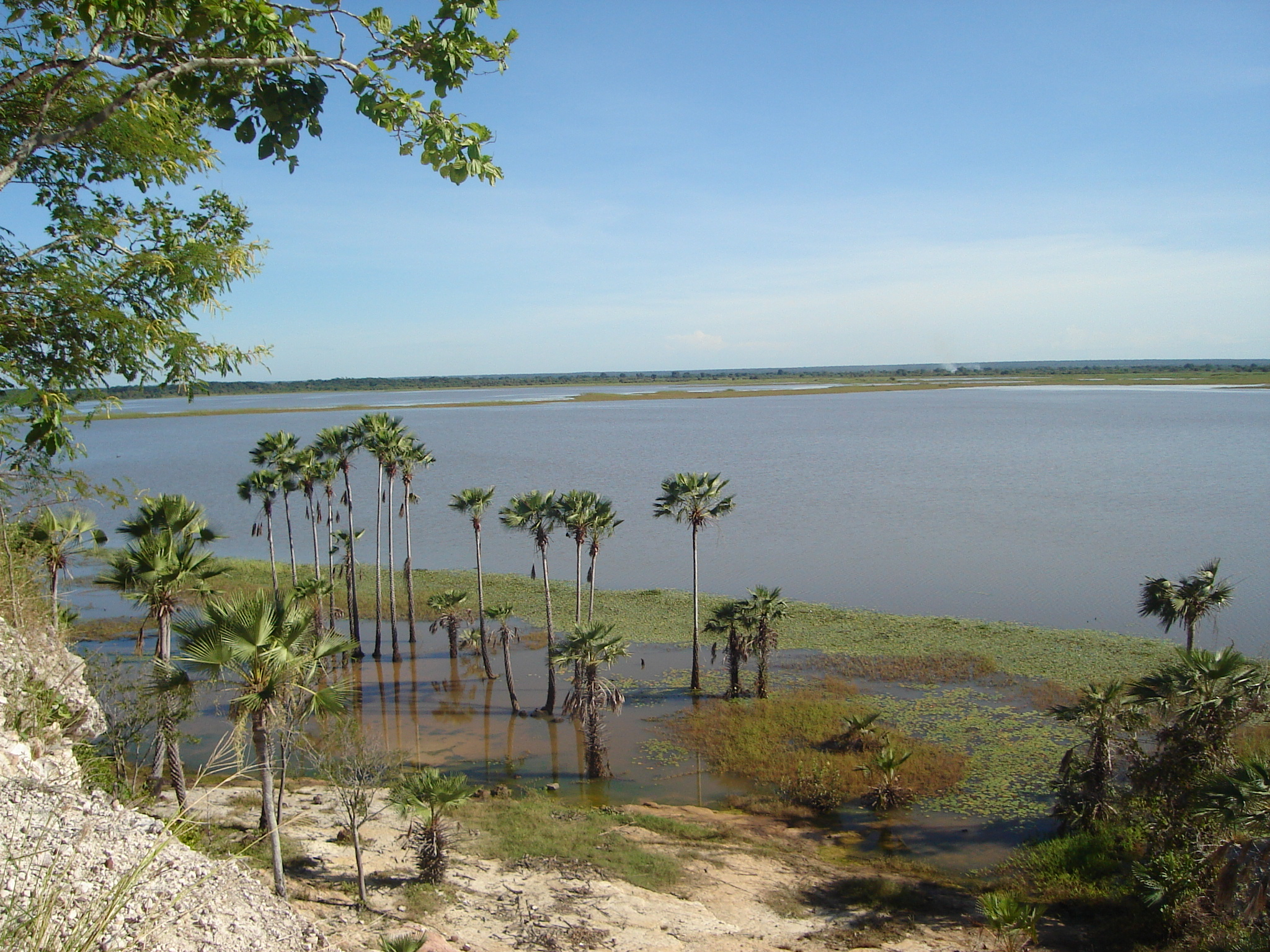
Uitzicht op het Cajueiromeer, Pedra Branca
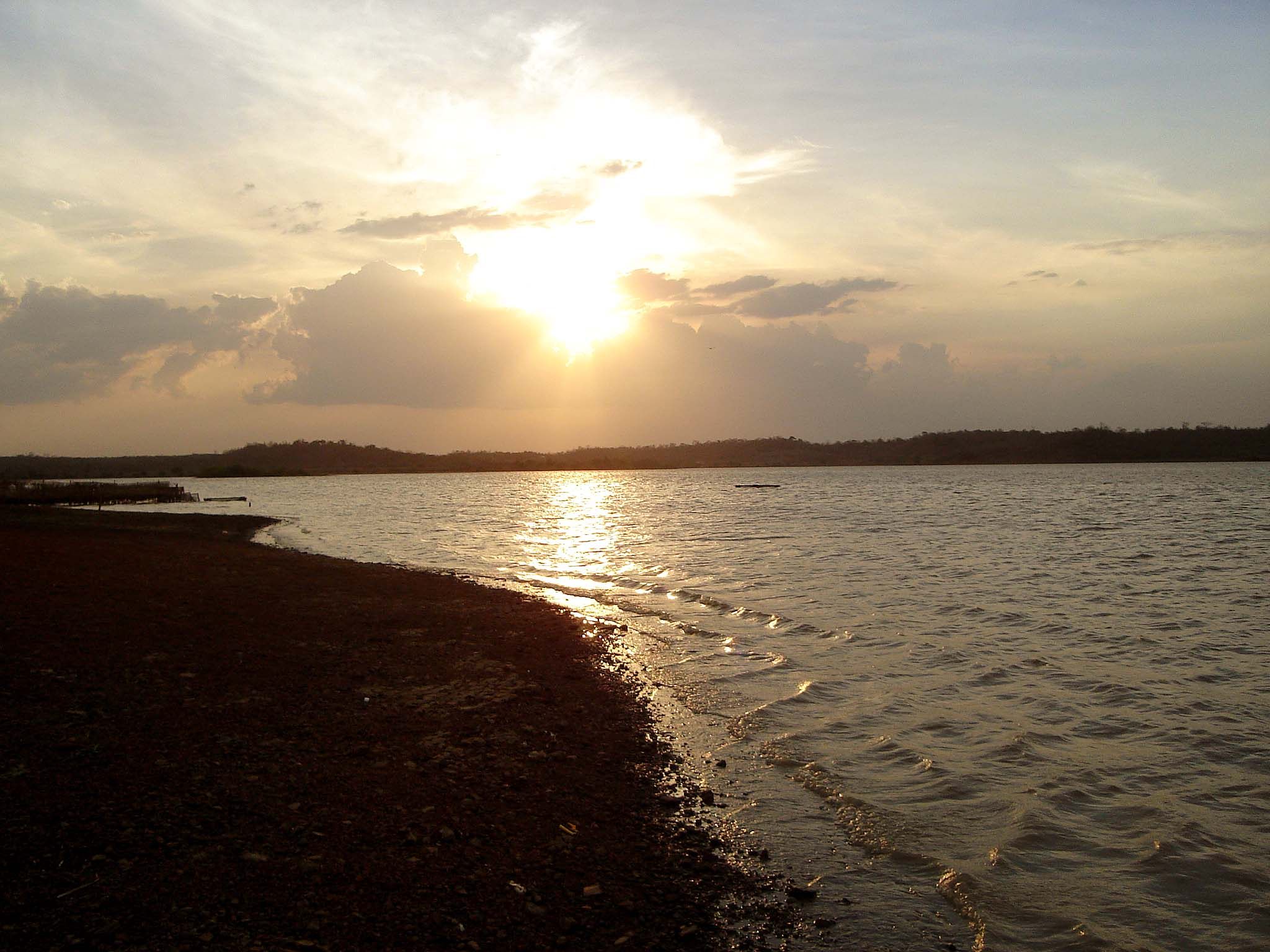
Zonsondergang op het Cajueiromeer